# Helmholtzschule (Leipzig)
Die Helmholtzschule ist eine Oberschule in Leipzig-Lindenau, die in einem denkmalgeschützten Gebäude untergebracht ist. Benannt ist die Schule nach Hermann von Helmholtz.

## Geschichte
Die Helmholtzschule wurde 1901 erbaut und als IV. Realschule eröffnet. Im Jahr 1928 wurde an der Schule ein Seitenflügel für die Fächer Physik, Chemie und Biologie gebaut. Das Gebäude steht unter der Objekt-Dokument-Nr. 09261388 auf der Liste der Kulturdenkmale.  Ende der 1950er Jahre wurde sie dann zur Polytechnischen Oberschule. In den ersten Jahren besaß die Schule einen Karzer, ebenso wurde die Prügelstrafe  angewendet. 1992 entstanden die Helmholtzschule-Grundschule und Helmholtzschule-Mittelschule. 
In den Jahren 1997 bis 2002 fand die Außensanierung des Gebäudes statt und die Teilsanierung der Sporthalle. 2007 wurde die Grundschule geschlossen, 2013 entstand dann die Oberschule Helmholtzschule. In den Schuljahren 2013/2014 und 2014/2015 gehörte zur Helmholtzschule eine Außenstelle in der G.-Schwarz-Straße 113, 04179 Leipzig. Seit dem Schuljahr 2015/16 ist die Schule in der Georg-Schwarz-Straße als Schule Georg-Schwarz-Straße eine eigenständige Schule.

## Lage und Ausstattung
Die Schule liegt direkt am Karl-Heine-Kanal. Sie hat ein eigenes Bootshaus und Kanus. Sie besitzt eine Keramikwerkstatt sowie eine Holzwerkstatt.

## Pädagogisches Konzept
An der Schule gibt es Deutsch als Zweitsprache (DaZ) als reguläres Unterrichtsfach in Integrationsklassen. Sie realisiert das Projekt Produktives Lernen, das seit dem Schuljahr 2009/10 im Rahmen eines Schulversuches an insgesamt 8 Oberschulen in Sachsen durchgeführt wird. Hierbei werden Schüler  mit Lernschwierigkeiten aus der 8. und 9. Klassenstufe durch teilweise Verlagerung der Ausbildung in Betriebe statt alleinigem Schulunterricht gefördert. Die Berufsberatung hat einen hohen Stellenwert. Eine Berufseinstiegsbegleitung findet im Rahmen des Programms Abschluss und Anschluss - Bildungsketten bis zum Ausbildungsabschluss statt. Dazu gehört eine eigene Schulhausmesse, an der 2019 50 zum Teil nationale Unternehmen teilnahmen sowie das Projekt Praxisberater an Schulen.
2017 gab es eine fünftägige deutsch-polnischen Jugendbegegnung unter dem Motto Mein Bild, Dein Bild, Unser Bild.
Im Rahmen der politischen Bildung kam am EU-Projekttag am 29. März 2019 der Staatsminister für Bundes- und Europaangelegenheiten  Oliver Schenk an die Schule und stellte sich den Fragen der Schüler.